# Порівняльно-морфологічний метод (геоморфологія)
Порівняльно-морфологічний метод (геоморфологія) — метод порівняльного вивчення форм земної поверхні, який дозволяє встановити генетичні зв'язки між формами рельєфу, що відрізняються за зовнішнім виглядом, а також виявити схожі і відмінні риси між зовнішньо однотипними формами. 
За цим методом здійснюють морфологічну діагностику форм рельєфу, визначають їх генезис, стадії розвитку, відносний вік.